# Phallusia fumigata
La ascidia negra (Phallusia fumigata) es una especie de tunicado de la familia Ascidiidae. Difiere de la piña de mar (Phallusia mammillata)  en su menor tamaño y coloración negra. Es propia del Atlántico nororiental y el mar Mediterráneo, encontrándose principalmente en fondos duros secundarios.